# Bulgarrenault
El Bulgarrenault (o Bulgar Renault) es un automóvil que fue producido en Plovdiv, Bulgaria, entre 1966 y 1970. Fue fruto de la colaboración entre Metalhim, cooperativa estatal de producción, y Bulet, organización de comercio exterior del mismo país. Durante los años que duró la iniciativa, fueron producidos en la fábrica de Plovdiv dos modelos de Renault: el Renault 8 y el Renault 10.

## Comienzo
A mediados de los años sesenta, siguiendo las iniciativas de Bulet, esta formó un joint-venture con Metalhim con el propósito de construir automóviles de pasajeros. En aquel entonces, Bulet se dedicaba al comercio de todo tipo de manufacturas, mientras Metalhim reunía a todas las fábricas de material de defensa en Bulgaria. La idea básica del proyecto era recibir los automóviles en forma de kits "CDK" ("complete knock down), es decir, completamente desarmados, desde el extranjero aprovechando las reservas de Bulet en monedas fuertes y las fábricas de Metalhim. Varias compañías, como Renault, Fiat, Simca, y Alfa Romeo hicieron sus ofertas, y la de Renault fue considerada como la más atractiva. La primera oferta de esa firma francesa fue hecha el 27 de mayo de 1963, concerniendo el ensamblado de los Renault 4L.
El 30 de julio de 1966 el Consejo de Ministros emitió su autorización formal a Metalhim para iniciar sus negociaciones con Renault a través de Bulet como intermediario. Inicialmente el ensamblaje se había pensado para una fábrica en el pueblo de Cherven Brvag.
El diario oficial del Estado, Rabotnichesko Delo, en su número 261 del 18 de septiembre de 1966 anunció que Bulet y Renault habían firmado un contrato. Solo dos días después, diez Renault 8 eran presentados en la Feria de Plovdiv. Se decía que habían sido ensamblados en la fábrica militar del pueblo de Kazanlak. A estos autos se les llamó Bulgarrenault, y en el extremo superior izquierdo de sus parabrisas llevaban un sticker tricolor con la inscripción "Bulet".
El Rabotnichesko Delo del 21 de septiembre de 1966 contenía las declaraciones de un alto ejecutivo de Renault, el cual hablando en relación con el contrato recién firmado con Bulet, señalaba que el plan era que más de 10 000 Renault 8 estarían siendo producidos para 1970.

## Inicio de la producción
Los líderes de este proyecto de Renault en Bulgaria fueron el ingeniero francés Pierre Auberger y los gerentes más altos de Bulet, Emil Razlogov, y de Metalhim, el General Yamakov. Stefan Vaptsarov se convirtió en el jefe técnico, mientras que Atanas Taskov y Georgi Mladenov fueron nombrados responsables de la exportación de los autos de pasajeros en Bulet. Un grupo de ingenieros búlgaros fueron destinados a un entrenamiento de tres meses en las fábricas de Renault en Francia.
En un comienzo, todas las partes y componentes necesarios de los autos venían de Francia, pero el plan era producir gradualmente un mayor porcentaje de estos en Bulgaria.
Para 1967, la línea de ensamblaje fue llevada a la ciudad de Plovdiv, donde una nueva fábrica había sido recién terminada para tal efecto. Hasta ese momento, el ensamblaje fue realizado (temporalmente) en el Hall n.º 10 de la Feria Internacional de Plovdiv.
La nueva fábrica estuvo activa hasta 1970, e incluía una línea de ensamblaje móvil completamente automática y modernas instalaciones de soldadura y pintura, las últimas obtenidas a un costo de US$ 15 millones.

## Aumento de la producción y cierre
En 1967 Bulgaria exportó 16.000 kits de accesorios a Francia, mientras que para 1968 se pretendía fueran 100.000. La producción anual de automóviles se quería llevar a 3.000, algo que nunca se logró. Hasta 1970, la fábrica de Plovdiv produjo aproximadamente 4.000 unidades entre Bulgarrenault 8 y 10, con un costo en partes compradas a Francia de US$ 6 millones, promediando US$ 1.500 por auto. Los primeros Bulgarrenault fueron publicitados en Bulgaria en febrero de 1967, en el número 2 de la revista especializada Avto-Moto. La revista mencionaba un precio de 5.500 leva por auto, pero los precios fueron fijados a 6.100 leva por el Bulgarrenault 8 y 6.800 por el Bulgarrenault 10. Una parte de estos vehículos fue exportado: Entre 1967 y 1969, 500 Bulgarrenault 8 fueron vendidos en Yugoslavia, y en 1970 otros 300 (algunos dicen 900) exportados a Austria. Entre otros compradores de Bulgarrenault estaban algunos países de Medio Oriente. La producción de todos los modelos terminó a inicios de 1970.

## Exportación. Números
- 1968: 522
- 1969: 789
- 1970: 462
- Total: 1773
- Wikimedia Commons alberga una categoría multimedia sobre Bulgarrenault.

- Datos: Q1004060
- Multimedia: Bulgarrenault vehicles / Q1004060